# 丰华街道
丰华街道是中华人民共和国云南省曲靖市宣威市下辖的一个街道办事处。

## 行政区划
丰华街道下辖以下村级行政区划单位：
丰华社区、龙泉社区、西河社区、新南社区、望城社区、钟山社区和祯祥村。